# Hygrophilie (sexualité)
 (mars 2023).
Si vous disposez d'ouvrages ou d'articles de référence ou si vous connaissez des sites web de qualité traitant du thème abordé ici, merci de compléter l'article en donnant les références utiles à sa vérifiabilité et en les liant à la section « Notes et références ».
Pour les articles homonymes, voir Hygrophilie.
L'hygrophilie est un attrait de type sexuel pour les sécrétions corporelles. Les hygrophiles peuvent consommer ou renifler les secretions.
Il existe plusieurs formes d'hygrophilie en fonction de la sécrétion :
- la nasomycinophilie (sécrétions nasales),
- la dacryphilie (larmes)
- la salirophilie (sueur),
- la coprophilie (matière fécale),
- l'urophilie (urine) avec notamment le phénomène des soupeurs,
- le soupisme dans sa définition alternative (le sperme d'un ou plusieurs inconnus).

L'ouvrage du marquis de Sade, Les Cent Vingt Journées de Sodome (1785), décrit ces pratiques.